# Graham Jarvis (acteur)
Graham Jarvis (Toronto, 15 augustus 1930 – Los Angeles, 16 april 2003) was een Canadees/Amerikaans acteur.

## Biografie
Jarvis heeft gestudeerd aan de Williams College in Williamstown (Massachusetts). Na zijn studie verhuisde hij naar New York voor zijn acteercarrière. Hij begon met acteren in lokale theaters en werd lid van de Lincoln Center Repertory Theater in New York.
Jarvis was getrouwd met JoAnne Rader met wie hij twee kinderen had, hij stierf op 16 april 2003 in zijn woonplaats Los Angeles aan de gevolgen van multipel myeloom.

## Filmografie

### Films
Selectie:
- 1994 Trial by Jury – als mr. Duffy
- 1990 Misery – als Libby
- 1988 Dance 'Til Dawn – als Fred
- 1986 Tough Guys – als baas van Richie
- 1985 One Magic Christmas – als Frank Crump
- 1983 Silkwood – als dokter op bijeenkomst

### Televisieseries
Selectie:
- 1996-2003 7th Heaven – als Charles Jackson – 16 afl.
- 2002 Six Feet Under – als Bobo – 2 afl.
- 1986-1987 Fame – als Bob Dyrenforth – 39 afl.
- 1982 Making the Grade – als Jack Felspar – 6 afl.
- 1977-1978 Forever Fernwood - als Charlie Haggers - 130 afl.
- 1976-1977 Mary Hartman, Mary Hartman – als Charlie Haggers – 325 afl.
- 1971-1972 Guiding Light – als Charles Eiler - ? afl.

## TheaterwerkBroadway
- 1975 The Rocky Horror Show – als verteller
- 1967 Halfway Up the Tree – als de predikant
- 1966 The Investigation – als getuige voor de verdediging
- 1965 Tartuffe – als sergeant / klerk
- 1964 Incident at Vichy – als Ferrand
- 1962 Romulus – als Apollonius
- 1960-1961 The Best Man – als Sheldon Marcus
- 1959 Much Ado About Nothing – als tweede wachter
- 1957 The Egghead – als Finney

- Gemeinsame Normdatei: 1065417004
- International Standard Name Identifier: 0000 0000 4826 9130
- Library of Congress Control Number: no2007038696
- MusicBrainz: cf6d34a8-25aa-4da7-93c1-fecf49bda985
- Nationale Bibliotheek van Israël: 987007452306105171
- SNAC: w6wv1p5d
- Virtual International Authority File: 16998057
- WorldCat: E39PBJccg4QcBvxH9j7W8bTbVC